# Бехшахр
Бегшагр (перс.بهشهر — «Небесне місто») — місто на півночі Ірану в провінції Мазандаран, адміністративний центр шагрестану Бегшагр. Розташований за 7 км від південного узбережжя Каспійського моря, у передгір'ї гірського пасма Ельбурс. Залізнична станція на гілці Тегеран — Сарі — Горган.

## Історія
Назва «Бегшагр» означає «Небесне місто». Раніше місто називалося Ашраф або Ашраф-аль-Белад. В місті є багато історичних пам'яток, таких як Аббас-Абад, домівка шаха Аббаса І та фабрика Шит Сазі.
У передмісті Бегшагра, після археологічних розкопок, було відкрито старовинне місто та знайдено близько тисячі рештків тіл від дітей до літніх людей, зріст яких перевищував зріст сучасної людини. Також було знайдено багато золотих речей та глечиків.

## Економіка
Бегшагр — промислове місто, осередок виробництва «токме» — рослинної олії, та мила «Ріка». У Бегшагрі розташована штаб-квартира Behshahr Industrial Company — найбільшого виробника рослинної олії в Ірані з 1951 р.

## Культура
Щорічно в Бегшагрі проходить культурний фестиваль. Визначні представники іранського шоу-бізнесу збираються в Бегшагрі для урочистої церемонії нагородження діячів культури.
З Бегшагра походять багато відомих людей Ірану, від акторів до політиків. Одним з найвідоміших державних діячів з Ірану є Ахмад Таввакколі, який був кандидатом у президенти.

## Туризм
Основним туристичним курортом є Аббас-Абад, відомий як своєю пишною рослинністю та красою природи, так і історичним значенням.